# محوطه قلعه خاکی ۱
محوطه قلعه خاکی ۱ مربوط به دوره سلجوقیان است و در شهرستان اردکان، بخش عقدا، دهستان نارستان، مجموعه چاه ریگ واقع شده و این اثر در تاریخ ۲۷ بهمن ۱۳۸۷ با شمارهٔ ثبت ۲۴۷۵۳ به‌عنوان یکی از آثار ملی ایران به ثبت رسیده است.